# Neonectria ditissima

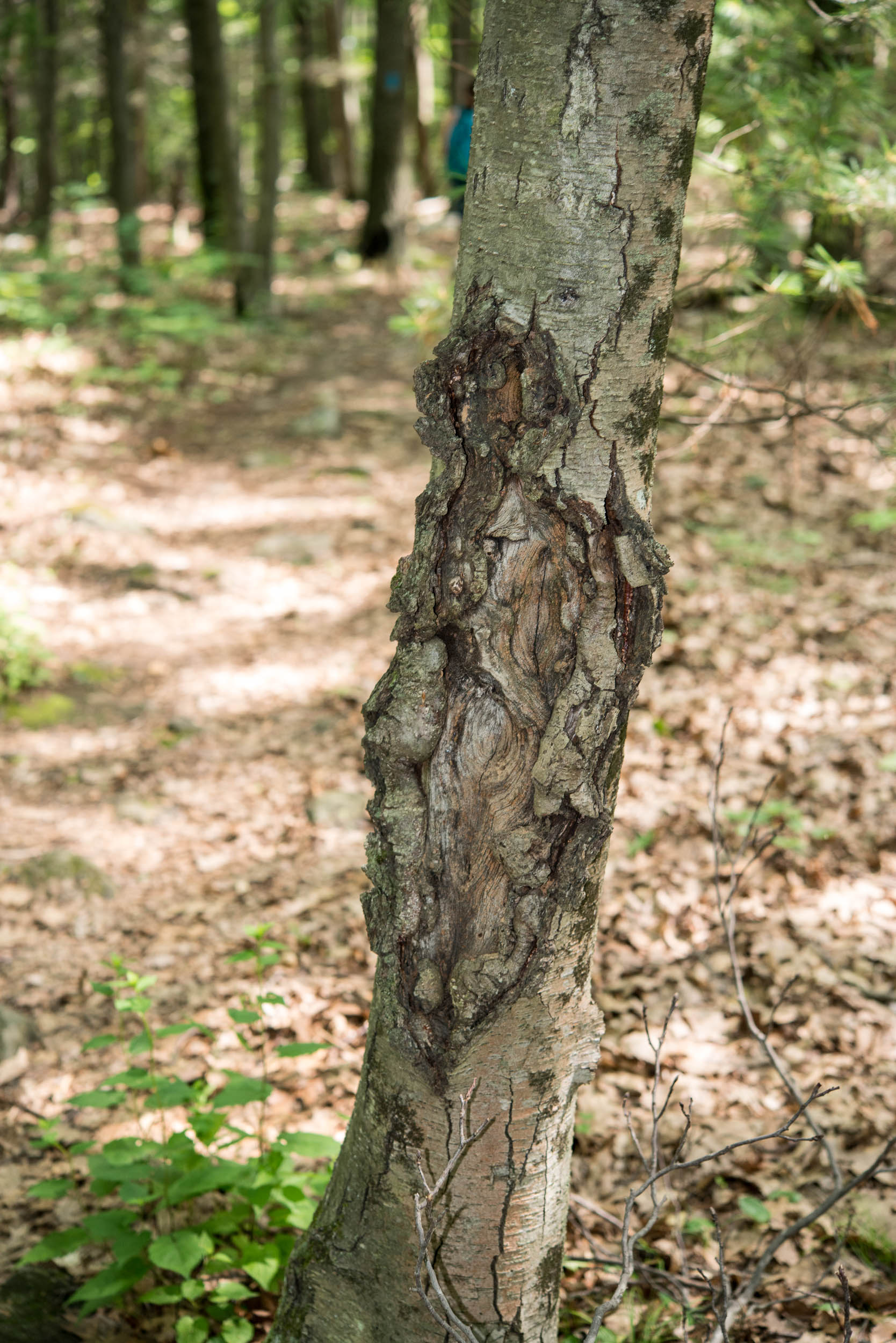
N. galligena cancro en trono

Neonectria ditissima (syn. Neonectria galligena) es un patógeno fúngico de las plantas. Causa cancros que pueden matar las ramas de los árboles al ahogarlas. Las manzanas y las hayas son dos especies susceptibles.

## Tratamiento de la enfermedad
N. galligena es un patógeno difícil de erradicar, sin embargo, hay muchas formas de controlar la enfermedad. Para controlar efectivamente a N. galligena se debe usar una combinación de tratamientos mecánicos de cultivo y químicos.

### Control de los cultivos
Se pueden realizar múltiples técnicas de cultivo para gestionar la propagación de N. galligena. Adaptado al clima local. En ciertas áreas, los árboles deben ser resistentes al estrés ambiental, como las bajas temperaturas. Si hay cancros, es importante eliminar el tejido dañado en condiciones secas. Las condiciones secas son desfavorables para el patógeno porque impide el desarrollo de estructuras de fructificación y la dispersión de esporas. Es esencial desinfectar el equipo antes y después de podar para evitar la propagación del patógeno a árboles no infectados. La poda debe retirarse del área y quemarse para eliminar el riesgo de que continúe la producción de esporas. Es crucial eliminar el añadido de abonos con alto contenido en nitrógeno o de estiércol, porque pueden fomentar y facilitar el desarrollo de N. galligena.

### Control mediante químicos
Los fungicidas que se pueden usar para controlar de forma efectiva N. galligena son limitados. La infección por N. galligena a menudo se produce a través de heridas en el otoño y la primavera-verano, por lo tanto, se recomienda la aplicación de fungicidas en estos momentos. La aplicación de fungicidas quiere prevenir o reducir la esporulación de los cancros existentes, lo que a su vez disminuye el inóculo disponible para diseminar el patógeno. Los fungicidas también pueden proteger a los árboles de N. galligena a través de un depósito fungitóxico sobre sitios de infección favorables. Una mezcla de carbendazim y un fungicida de sarna del manzano, como ditianón, es el tratamiento sugerido en áreas con un problema cancro severo. Se aplica oxicloruro al caer la hoja para evitar la infección. Aunque los fungicidas con costras se usan comúnmente para controlar la sarna del manzano, los cancros también se controlan cuando se aplican en el momento correcto. El tiofanato-metilo es otro fungicida que es altamente efectivo porque protege contra los patógenos y suprime la esporulación. Sin embargo, la aplicación de tiofanato-metilo es limitada debido a su daño a organismos tales como los ácaros.